# Dinematocricus rhadinopus
Dinematocricus rhadinopus är en mångfotingart som beskrevs av Carl Graf Attems 1914. Dinematocricus rhadinopus ingår i släktet Dinematocricus och familjen Rhinocricidae. Inga underarter finns listade i Catalogue of Life.